# スポコン!
『スポコン!』は、2000年4月17日から同年9月11日までテレビ朝日系列局で放送されていたテレビ朝日制作のスポーツバラエティ番組である。放送時間は毎週月曜 19:54 - 20:48 （日本標準時）。

## 概要
スポーツに興味が無いからやらない、よく分からないから観ないという「スポーツ食わず嫌いの人」に、スポーツの楽しさを伝えていくことをコンセプトにした視聴者参加型番組である。それまで『ウッチャンナンチャンの炎のチャレンジャー これができたら100万円!!』と『リングの魂』に出演していた南原清隆がメインレギュラーを、テレビ朝日に入社して2年目の龍円愛梨が司会を務めていた。番組オープニングの題字は長嶋茂雄が執筆した。
番組は主に、南原とゲストが様々なスポーツ企画に挑戦する模様を放送。他に、視聴者が自分と違う趣味・嗜好の持ち主をスポーツ観戦に誘う「スポコン!説得中継」、視聴者投票で選んだアントニオ猪木の名場面などを紹介する「スポコン!ランキング」、小川直也に敗れて引退を公約した橋本真也にリング復帰を嘆願していた折り鶴兄弟を支援する「鶴に願いを 〜プロレスラー橋本真也復帰運動〜」などの企画を行っていた。

## 出演者

### レギュラー
- 南原清隆（ウッチャンナンチャン）
- 龍円愛梨（当時テレビ朝日アナウンサー）

### ナレーター
- 木村匡也[3] - 主に「鶴に願いを」のナレーションを担当。

## ネット局
| 放送対象地域   | 放送局           | 系列           | 備考       |
| -------------- | ---------------- | -------------- | ---------- |
| 関東広域圏     | テレビ朝日       | テレビ朝日系列 | 制作局     |
| 北海道         | 北海道テレビ     | テレビ朝日系列 |            |
| 青森県         | 青森朝日放送     | テレビ朝日系列 |            |
| 岩手県         | 岩手朝日テレビ   | テレビ朝日系列 |            |
| 宮城県         | 東日本放送       | テレビ朝日系列 |            |
| 秋田県         | 秋田朝日放送     | テレビ朝日系列 |            |
| 山形県         | 山形テレビ       | テレビ朝日系列 |            |
| 福島県         | 福島放送         | テレビ朝日系列 |            |
| 新潟県         | 新潟テレビ21     | テレビ朝日系列 |            |
| 長野県         | 長野朝日放送     | テレビ朝日系列 |            |
| 静岡県         | 静岡朝日テレビ   | テレビ朝日系列 |            |
| 石川県         | 北陸朝日放送     | テレビ朝日系列 |            |
| 中京広域圏     | 名古屋テレビ     | テレビ朝日系列 |            |
| 近畿広域圏     | 朝日放送         | テレビ朝日系列 |            |
| 広島県         | 広島ホームテレビ | テレビ朝日系列 |            |
| 山口県         | 山口朝日放送     | テレビ朝日系列 |            |
| 香川県 岡山県  | 瀬戸内海放送     | テレビ朝日系列 |            |
| 愛媛県         | 愛媛朝日テレビ   | テレビ朝日系列 |            |
| 福岡県         | 九州朝日放送     | テレビ朝日系列 |            |
| 長崎県         | 長崎文化放送     | テレビ朝日系列 |            |
| 熊本県         | 熊本朝日放送     | テレビ朝日系列 |            |
| 大分県         | 大分朝日放送     | テレビ朝日系列 |            |
| 鹿児島県       | 鹿児島放送       | テレビ朝日系列 |            |
| 沖縄県         | 琉球朝日放送     | テレビ朝日系列 |            |
| 富山県         | 北日本放送       | 日本テレビ系列 | 遅れネット |
| 島根県・鳥取県 | 山陰中央テレビ   | フジテレビ系列 | 遅れネット |
| 宮崎県         | 宮崎放送         | TBS系列        | 遅れネット |

## 備考
2000年7月17日放送分で、同年の読売ジャイアンツのリーグ優勝日を9月24日と予想した。その予想が、後に的中した。